# Борунов, Геннадий Фёдорович
Генна́дий Фёдорович Боруно́в (5 февраля 1928 — 14 сентября 2008) — живописец, заслуженный художник РСФСР (1980).

## Биография
Родился 5 февраля 1928 в с. Павловск Алтайского края. Детство и юность прошли в родном селе. Талант живописца унаследовал от отца, Борунова Фёдора Георгиевича. Отец, волею обстоятельств, не стал профессиональным художником, но учился у А. О. Никулина в художественной школе в Барнауле и у своего отца Георгия Борунова, талантливого иконописца, переселенца из Псковской губернии.
После окончания школы Геннадий Борунов, в стремлении получить художественное образование, поступает в 1946 году, а в 1949 году заканчивает Московское Театральное художественно-техническое училище. На этом учёба не закончилась, дальше переезд в Ленинград и поступление в Ленинградское художественное училище и его окончание в 1953 году. А в 1959 году Борунов защищает диплом в Ленинградском институте живописи, скульптуры и архитектуры имени И. Е. Репина Академии художеств СССР, пройдя здесь большую школу в творческой мастерской Б. В. Иогансона.
Получив образование Геннадий Фёдорович не остался в столицах и вернулся на свою родину, на Алтай, вначале в Павловск, а затем переехал в Барнаул.
В 50-е годы участвовал в росписи Покровского собора в Барнауле. В 1964 году принят в члены Союза художников СССР. А в 1967 году награждён медалью «За трудовую доблесть».
К 50-летию художника в 1978 году в выставочном зале Союза художников в Барнауле была организована персональная выставка. 1984 год — персональная выставка в Новосибирске, 1987 год — персональная выставка в Москве, в выставочном зале Союза художников РСФСР. В 1995 году художник стал лауреатом премии алтайского Демидовского фонда. А в 1998 году ему присвоено звание лауреата премии Алтайского края в области литературы, искусства, архитектуры и народного творчества.
Геннадий Борунов избирался делегатом второго, пятого съездов художников СССР и делегатом второго, третьего, четвёртого съездов художников РСФСР.
Художник содействовал открытию в селе Павловск картинной галереи, которая ещё при его жизни была реорганизована в музей, носящий его имя.

## Творчество
Мастерство живописца было многогранным, он в одинаковой степени убедителен в разных живописных жанрах — и в портретах своих земляков, и в пейзажах родных павловских полей, Касмалинского бора и в тематических полотнах, где поднимался до эпического обобщения времени в котором жил, которое помнил из детства.
О многогранности и широте творческих интересов говорят названия работ художника: «Портрет псаломщика», «Элеватор на Оби. Хлеб—фронту» «Председатель Кольцов. Колхозная осень», «Бывший демидовский сереброплавильный завод», «Юрий Кондратюк. Путь к звезлам», «Сосны, освещенные солнцем», «Южная ночь. Гурзуф», «Последний благовест», «Памяти Василия Шукшина».
Наиболее существенную часть творчества художника занимает тема земли, крестьянства. Он создавал образы сильных людей, крепко связанных с землёй. Картины, им созданные, считаются классикой изобразительного искусства Алтая.
Свыше 80 работ художника Борунова находится в собрании Государственного художественного музея Алтайского края. Картина «Отчий дом» находится в Государственной Третьяковской галерее. Работы живописца приобретены музеями Киева, Кемерова, Иркутска, Барнаула. Много живописных полотен художника находится в частных коллекциях в России и за рубежом.
Творчество Г. Ф. Борунова исследовали алтайские искусствоведы: Л. И. Снитко, В. И. Эдоков, Л. Г. Красноцветова, М. Ю. Шишин.

## Основные работы
- «Элегия. Осенняя песня» 1958.
- «Хозяева полей» 1959. (Музей им. В. Ленина г. Киев)
- «Мои земляки» 1964, (ГХМАК)
- «Земля родная» 1967, (ГХМАК)
- «Портрет сибирского богатыря Нестора Козина» 1969, (ГХМАК)
- «Председатель Кольцов. Колхозная осень» 1974, (ГХМАК)
- «Красный трактор» 1980, (ГХМАК)
- «Конец коллективизации» 1989
- «Последний благовест» 1991, (Павловский музей ИЗО имени Г. Ф. Борунова)
- «Рядовые Победы» 2000
- «Элеватор на Оби. Хлеб фронту» 2005 (ГХМАК)
- «Битва за хлеб» 2005 (ГХМАК)
- «Иван Ползунов» 2005 (ГХМАК)